# Tomo Bosanac
Tomo Bosanac (Bjelovar, 15. svibnja 1918. – Zagreb, 12. kolovoza 2003.) bio je hrvatski inženjer elektrotehnike i akademik.
Bio je redoviti profesor teorijske elektrotehnike na Elektrotehničkom fakultetu u Zagrebu. Nakon Drugoga svjetskog rata dao je velik doprinos obnovi ratom razrušene zemlje. Bio je jedan od članova Odbora stručnjaka za podizanje Instituta Ruđer Bošković u Zagrebu i Odbora za izgradnju ciklotrona u Institutu, a nekoliko godina i njegov ravnatelj. Obrazovao je na desetke naraštaja stručnjaka i znanstvenika na području elektroenergetike.
Jedan je od poznatijih hrvatskih znanstvenika i istraživača s područja elektrotehnike, poznat po konstrukciji najvećeg generatora na svijetu za svoju brzinu vrtnje – 300 okretaja/min.

## Vanjske poveznice
- Tomo Bosanac, članovi HAZU-a
- Bosanac, Tomo, Hrvatski biografski leksikon